# Сент-Антонен-сюр-Байон
Сент-Антонен-сюр-Байон (фр. Saint-Antonin-sur-Bayon) — коммуна на юго-востоке Франции в регионе Прованс — Альпы — Лазурный Берег, департамент Буш-дю-Рон, округ Экс-ан-Прованс, кантон Тре.
Площадь коммуны — 17,57 км², население — 131 человек (2006) с тенденцией к стабилизации: 130 человек (2012), плотность населения — 7,4 чел/км².

## Население
Население коммуны в 2011 году составляло 131 человек, а в 2012 году — 130 человек.
| 1962 | 1968 | 1975 | 1982 | 1990 | 1999 | 2004 | 2006 | 2009 | 2011 | 2012 |
| ---- | ---- | ---- | ---- | ---- | ---- | ---- | ---- | ---- | ---- | ---- |
| 48   | 55   | 80   | 150  | 167  | 165  | 137  | 131  | 142  | 131  | 130  |

Динамика населения:

## Экономика
В 2010 году из 86 человек трудоспособного возраста (от 15 до 64 лет) 55 были экономически активными, 31 — неактивными (показатель активности 64,0 %, в 1999 году — 66,9 %). Из 55 активных трудоспособных жителей работали 53 человека (31 мужчина и 22 женщины), 2 мужчин числились безработными. Среди 31 трудоспособных неактивных граждан 8 были учениками либо студентами, 8 — пенсионерами, а ещё 15 — были неактивны в силу других причин.
На протяжении 2010 года в коммуне числилось 55 облагаемых налогом домохозяйств, в которых проживало 128,0 человек. При этом медиана доходов составила 27 тысяч 191 евро на одного налогоплательщика.